# 梅恩巴赫
梅恩巴赫是奥地利上奥地利州因克赖斯地区里德县的一个市镇。总面积22平方公里，总人口2300人，人口密度104.5人/平方公里（2005年）。